# PRRT1
PRRT1 (англ. Proline rich transmembrane protein 1) – білок, який кодується однойменним геном, розташованим у людей на 6-й хромосомі. Довжина поліпептидного ланцюга білка становить 306 амінокислот, а молекулярна маса — 31 430.
| 10         |  | 20         |  | 30         |  | 40         |  | 50         |
| ---------- |  | ---------- |  | ---------- |  | ---------- |  | ---------- |
| MSSEKSGLPD |  | SVPHTSPPPY |  | NAPQPPAEPP |  | APPPQAAPSS |  | HHHHHHHYHQ |
| SGTATLPRLG |  | AGGLASSAAT |  | AQRGPSSSAT |  | LPRPPHHAPP |  | GPAAGAPPPG |
| CATLPRMPPD |  | PYLQETRFEG |  | PLPPPPPAAA |  | APPPPAPAQT |  | AQAPGFVVPT |
| HAGTVGTLPL |  | GGYVAPGYPL |  | QLQPCTAYVP |  | VYPVGTPYAG |  | GTPGGTGVTS |
| TLPPPPQGPG |  | LALLEPRRPP |  | HDYMPIAVLT |  | TICCFWPTGI |  | IAIFKAVQVR |
| TALARGDMVS |  | AEIASREARN |  | FSFISLAVGI |  | AAMVLCTILT |  | VVIIIAAQHH |
| ENYWDP     |  |            |  |            |  |            |  |            |

A: Аланін

C: Цистеїн

D: Аспарагінова кислота

E: Глутамінова кислота

F: Фенілаланін

G: Гліцин

H: Гістидин

I: Ізолейцин

K: Лізин

L: Лейцин

M: Метіонін

N: Аспарагін

P: Пролін

Q: Глутамін

R: Аргінін

S: Серин

T: Треонін

V: Валін

W: Триптофан

Задіяний у такому біологічному процесі, як альтернативний сплайсинг. 
Локалізований у клітинній мембрані, мембрані, клітинних контактах, синапсах.